# Зорка Венера (опера)
«Зорка Венера» — опера композитора Юрия Владимировича Семеняко, поставленная на либретто Алеся Бачило в 1970 году под руководством дирижёра Кирилла Тихонова режиссёром Семёном Штейном.

## Рабочая группа оперы
Хормейстер оперы Алексей Когодеев, художник-постановщик Евгений Чемодуров, балетмейстер Семён Дречин.

## Описание
Опера посвящена классику белорусской литературы Максиму Богдановичу и носит название одного из его стихотворений. Опера почти целиком основана на стихах поэта. Композитор удачно использовал истоки поэзии М. Богдановича, её глубокую связь с народными песнями и танцами.
Лейтмотивом оперы стал одноименный романс на слова М. Багдановича на музыку Симона Рака-Михайловского. Из-за того, что С. Рак-Михайловский был репрессирован, авторство романса в справочной литературе подавалось народным, а после использования музыки в опере автором ошибочно считали Ю. Семеняко.

## Актёры
- Максим Богданович — Аркадий Савченко
- Вероника — Светлана Данилюк[4]
- Пётр — Валерий Глушаков (первый исполнитель)[5][6], Виктор Кириченко